# Kràsna Zorka (Crimea)
|  | Per a altres significats, vegeu «Kràsnaia Zorka». |

Kràsna Zorka (en (ucraïnès): Красна Зорька) és un poble de la República Autònoma de Crimea a Ucraïna, que el 2021 tenia 3.018 habitants. Pertany al districte de Simferòpol.